# Championnat d'Algérie masculin de handball 2019-2020
Navigation
Excellence 2018-2019 Excellence 2021-2022
La saison 2019-2020 du Championnat d'Algérie masculin de handball est la 57e édition de la compétition.
La compétition est suspendue au terme de la 13e journée, disputée le 13 mars 2020 en raison de la pandémie de Covid-19 et a repris 15 mois plus tard, en juin 2021. Finalement, c'est la Jeunesse sportive espérance de Skikda qui est sacrée,, devant la Jeunesse sportive Saoura.
À noter que la saison 2020-2021 n'est ainsi pas disputée.

## Clubs participants
| Club                          | Classement 2018-2019        | Entraineur      | Localisation       | Salle(s)                                | Capacité |
| ----------------------------- | --------------------------- | --------------- | ------------------ | --------------------------------------- | -------- |
| CR Bordj Bou Arreridj (T) (S) | 1er                         |                 | Bordj Bou Arreridj |                                         |          |
| ES Aïn Touta                  | 2e                          |                 | Aïn Touta          |                                         |          |
| GS Pétroliers (C)             | 3e                          | Réda Zeguili    | Alger              | Salle Harcha Hassan                     | 7.000    |
| CRB Baraki                    | 4e                          |                 | Baraki             | Salle Mahdi Boualem à Benghazi (Baraki) | 2.000    |
| JS Saoura                     | 5e                          | Mohamed Amraoui | Béchar             |                                         |          |
| JSE Skikda                    | 6e                          | Farouk Dehili   | Skikda             |                                         |          |
| IC Ouargla                    | 7e                          |                 | Ouargla            |                                         |          |
| OM Annaba                     | 8e                          |                 | Annaba             |                                         |          |
| C Chelghoum Laïd              | 9e                          |                 | Chelghoum Laïd     |                                         |          |
| Olympique El Oued             | 10e                         |                 | El Oued            |                                         |          |
| MC Saïda                      | 11e                         |                 | Saïda              |                                         |          |
| CRB Mila                      | 12e                         |                 | Mila               |                                         |          |
| ES Arzew                      | 13e                         |                 | Arzew              |                                         |          |
| MB Tadjenanet                 | 14e                         | Elyès Bastandji | Tadjenanet         |                                         | 5.000    |
| MC Oued Tlélat (P)            | 1er (D1) (Gr. Centre Ouest) |                 | Oued Tlélat        |                                         |          |
| MM Batna (P)                  | 1er (D1) (Gr. Centre Est)   | Achraf Hayoune  | Batna              |                                         |          |

| (T) | Tenant du titre                        |
| (C) | Vainqueur de la Coupe d'Algérie        |
| (S) | Vainqueur de la Supercoupe d'Algérie   |
| (P) | Promu de Division 1 en début de saison |

## Localisation
| \| MC Saïda CR BB Arreridj O El Oued ES Aïn Touta OM Annaba JS Saoura ES Arzew IC Ouargla Alger Mila JSE Skikda MC Oued Tlélat MM Batna Clubs d'Alger : GS pétroliers CRB Baraki Clubs de Mila : CRB Mila C Chelghoum Laïd MB Tadjenanet \| Localisation des clubs participants dans le championnat 2019-2020 |
| MC Saïda CR BB Arreridj O El Oued ES Aïn Touta OM Annaba JS Saoura ES Arzew IC Ouargla Alger Mila JSE Skikda MC Oued Tlélat MM Batna Clubs d'Alger : GS pétroliers CRB Baraki Clubs de Mila : CRB Mila C Chelghoum Laïd MB Tadjenanet                                                                         |

| MC Saïda CR BB Arreridj O El Oued ES Aïn Touta OM Annaba JS Saoura ES Arzew IC Ouargla Alger Mila JSE Skikda MC Oued Tlélat MM Batna Clubs d'Alger : GS pétroliers CRB Baraki Clubs de Mila : CRB Mila C Chelghoum Laïd MB Tadjenanet |

| Code | Wilaya             | Nombre | Équipe(s)                                         |
| ---- | ------------------ | ------ | ------------------------------------------------- |
| 05   | Batna              | 2      | Entente sportive d'Aïn Touta, MM Batna            |
| 08   | Béchar             | 1      | JS Saoura                                         |
| 16   | Alger              | 2      | GS Pétroliers, CRB Baraki,                        |
| 20   | Saïda              | 1      | MC Saïda                                          |
| 21   | Skikda             | 1      | JSE Skikda                                        |
| 23   | Annaba             | 1      | OM Annaba                                         |
| 30   | Ouargla            | 1      | IC Ouargla                                        |
| 31   | Oran               | 2      | ES Arzew, MC Oued Tlélat                          |
| 34   | Bordj Bou Arreridj | 1      | CR Bordj Bou Arreridj                             |
| 39   | El Oued            | 1      | Olympique El Oued                                 |
| 43   | Mila               | 3      | CRB Mila, Croissant Chelghoum Laïd, MB Tadjenanet |

## Calendrier
Les principales dates du calendrier du championnat sont : 
- 11 octobre 2019 : 1re journée du championnat : coup d’envoi
- du 16 janvier 2020 au 26 janvier 2020 : participation de l'équipe nationale à la 24e Coupe d'Afrique des Nations de handball[5].

- 7 février 2020 : reprise du championnat à l'occasion de la 8e journée[6].
- 20 mars 2020 : 14e journée du championnat (fin des matchs de la phase des poules)

## Phase de poules
Cette phase s'est déroulée entre le 11.10.2019 et le 24.03.2020,,.
La compétition est suspendue au terme de la 13e journée, disputée le 13 mars 2020

### Poule A
Le classement au terme de la 13e journée est :
|   | Équipe                | Pts | J  | G  | N | P  | Bp | Bc | Diff |
| - | --------------------- | --- | -- | -- | - | -- | -- | -- | ---- |
| 1 | MM Batna (P)          | 22  | 13 | 10 | 2 | 1  | .  | .  |      |
| 2 | CR Bordj Bou Arréridj | 22  | 13 | 10 | 2 | 1  | .  | .  |      |
| 3 | ES Aïn Touta          | 18  | 13 | .  | . | .  | .  | .  |      |
| 4 | JS Saoura             | 13  | 13 | .  | . | .  | .  | .  |      |
| 5 | C.Chelghoum Laïd      | 12  | 13 | .  | . | .  | .  | .  |      |
| 6 | MC Saïda              | 12  | 13 | .  | . | .  | .  | .  |      |
| 7 | ES Arzew              | 4   | 13 | .  | . | .  | .  | .  |      |
| 8 | IC Ouargla            | 1   | 13 | 0  | 1 | 12 | .  | .  |      |

Le classement au terme de la 9e journée était :
|   | Équipe                    | Pts | J | G | N | P | Bp  | Bc  | Diff |
| - | ------------------------- | --- | - | - | - | - | --- | --- | ---- |
| 1 | CR Bordj Bou Arreridj (T) | 14  | 9 | 6 | 2 | 1 | 229 | 199 | 30   |
| 2 | MM Batna (P)              | 14  | 9 | 6 | 2 | 1 | 225 | 199 | 26   |
| 3 | ES Aïn Touta              | 12  | 9 | 5 | 2 | 2 | 210 | 191 | 19   |
| 4 | JS Saoura                 | 11  | 9 | 5 | 1 | 3 | 210 | 214 | -4   |
| 5 | C Chelghoum Laïd          | 10  | 9 | 5 | 0 | 4 | 207 | 222 | -15  |
| 6 | MC Saïda                  | 8   | 9 | 3 | 2 | 4 | 187 | 196 | -9   |
| 7 | ES Arzew                  | 2   | 9 | 1 | 0 | 8 | 224 | 252 | -28  |
| 8 | IC Ouargla                | 1   | 9 | 0 | 1 | 8 | 197 | 216 | -19  |

|     | Qualification pour les Play-Off  |
|     | Qualification pour les Play-Down |
| (T) | Tenant du titre 2019             |
| (P) | Promu 2019                       |
| (C) | Vainqueur de la Coupe d'Algérie  |

| Résultats (dom.\ext.)                                      | CCL   | CRBBA | ESA   | ESAT  | ICO   | JSS   | MCS   | MMB   |
| C Chelghoum Laïd                                           |       | 23-25 | 34-31 | 20-18 | 24-22 | -     | -     | 30-29 |
| CR Bordj Bou Arreridj                                      | -     |       | 32-24 | 17-17 | 27-23 | -     | 26-24 | 20-20 |
| ES Arzew                                                   | -     | 24-30 |       | 23-25 | -     | 27-28 | 20-21 | -     |
| ES Aïn Touta                                               | 38-28 | -     | 27-25 |       | 25-21 | -     | -     | 18-18 |
| IC Ouargla                                                 | 13-15 | -     | 26-25 | -     |       | 24-26 | 21-21 | -     |
| JS Saoura                                                  | 24-19 | 18-27 | -     | 21-19 | 25-24 |       | 23-23 | -     |
| MC Saïda                                                   | 22-14 | -     | -     | 18-23 | -     | 23-22 |       | 16-20 |
| MM Batna                                                   | -     | 26-25 | 30-24 | -     | 27-23 | 28-23 | 27-17 |       |
| - Victoire à domicile - Match nul - Victoire à l'extérieur |       |       |       |       |       |       |       |       |

### Poule B
Le classement au terme de la 13e journée est :
|   | Équipe             | Pts | J  | G | N | P  | Bp | Bc | Diff |
| - | ------------------ | --- | -- | - | - | -- | -- | -- | ---- |
| 1 | GS Pétroliers      | 19  | 13 | . | . | .  | .  | .  |      |
| 2 | JSE Skikda         | 19  | 13 | 9 | 1 | 3  | .  | .  |      |
| 3 | MB Tadjenanet      | 17  | 13 | . | . | .  | .  | .  |      |
| 4 | OM Annaba          | 16  | 13 | . | . | .  | .  | .  |      |
| 5 | CRB Mila           | 15  | 13 | . | . | .  | .  | .  |      |
| 6 | CRB Baraki         | 11  | 13 | . | . | .  | .  | .  |      |
| 7 | MC Oued Tlélat (P) | 5   | 13 | . | . | .  | .  | .  |      |
| 8 | Olympique El Oued  | 2   | 13 | 1 | 0 | 12 | .  | .  |      |

Le classement au terme de la 9e journée était :
|   | Équipe             | Pts | J | G | N | P | Bp  | Bc  | Diff |
| - | ------------------ | --- | - | - | - | - | --- | --- | ---- |
| 1 | GS Pétroliers      | 14  | 9 | 7 | 0 | 2 | 253 | 215 | 38   |
| 2 | OM Annaba          | 13  | 9 | 6 | 1 | 2 | 254 | 240 | 14   |
| 3 | MB Tadjenanet      | 12  | 9 | 6 | 0 | 3 | 228 | 212 | 16   |
| 4 | JSE Skikda         | 11  | 9 | 5 | 1 | 3 | 232 | 213 | 19   |
| 5 | CRB Mila           | 10  | 9 | 4 | 2 | 3 | 208 | 208 | 0    |
| 6 | CRB Baraki         | 8   | 9 | 4 | 0 | 5 | 208 | 213 | -5   |
| 7 | MC Oued Tlélat (P) | 2   | 9 | 0 | 2 | 7 | 215 | 258 | -43  |
| 8 | Olympique El Oued  | 2   | 9 | 1 | 0 | 8 | 214 | 253 | -39  |

|     | Qualification pour les Play-Off  |
|     | Qualification pour les Play-Down |
| (T) | Tenant du titre 2019             |
| (P) | Promu 2019                       |
| (C) | Vainqueur de la Coupe d'Algérie  |

| Résultats (dom.\ext.)                                      | CRBB  | CRBM  | GSP   | JSES  | MBT   | MCOT  | OEO   | OMA   |
| CRB Baraki                                                 |       | -     | -     | -     | 23-20 | 24-23 | 23-22 | 23-27 |
| CRB Mila                                                   | 22-21 |       | -     | 23-23 | -     | 23-18 | 19-18 | -     |
| GS Pétroliers                                              | 29-20 | 28-27 |       | -     | 25-31 | 33-22 | -     | 28-29 |
| JSE Skikda                                                 | 26-20 | 23-22 | 20-21 |       | -     | -     | 29-18 | 27-31 |
| MB Tadjenanet                                              | 23-18 | 24-18 | 25-26 | 28-25 |       | -     | -     | -     |
| MC Oued Tlélat (P)                                         | 23-23 | -     | 25-31 | 24-28 | 24-28 |       | -     | 25-25 |
| Olympique El Oued                                          | 24-29 | -     | 24-35 | -     | 25-30 | 34-23 |       | 23-28 |
| OM Annaba                                                  | -     | 27-22 | -     | 23-28 | 31-27 | -     | 36-26 |       |
| - Victoire à domicile - Match nul - Victoire à l'extérieur |       |       |       |       |       |       |       |       |

## Phase finale

### Play-Off
Les play-offs se déroulent en juin et juillet 2021 : un premier tour débute le 22 juin 2021 à La Coupole, le deuxième tournoi se joue les 25 et 26 juin à Alger et le troisième et dernier tournoi est fixé aux 3, 4 et 5 juillet, toujours à Alger. Le GS pétroliers et CR Bordj Bou Arreridj, sont forfaits,.
Lors de la première journée du troisième tournoi, la JSE Skikda remporte son match face au CRB Mila est assuré de remporter le titre, ses deux derniers matchs étant contre le GS pétroliers et CR Bordj Bou Arreridj, tous deux forfaits,. Le classement à l'issue de la première journée du troisième tournoi était alors :
|   | Équipe                  | Pts | J |
| - | ----------------------- | --- | - |
| 1 | JSE Skikda              | 10  | 5 |
| 2 | JS Saoura               | 7   | 5 |
| 3 | OM Annaba               | 7   | 5 |
| 4 | ES Aïn Touta            | 6   | 5 |
| 5 | MM Batna                | 6   | 5 |
| 6 | CRB Mila                | 4   | 5 |
| 7 | CRBB Arreridj (forfait) | 1   | 5 |
| 8 | GS pétroliers (forfait) | 1   | 5 |

### Champion d'Algérie 2019-2020
| Champion d'Algérie masculin de handball 2019-2020 Jeunesse sportive espérance de Skikda 3e titre |